# Блокада (роман Чаковского)
«Блокада» — роман-эпопея Александра Борисовича Чаковского, изданный в 1975 году в пяти книгах. Роман посвящён героической обороне Ленинграда и подвигу жителей города в годы Великой Отечественной войны.

## История написания романа
Роман написан на основании исторических фактов, архивных документов и подлинных свидетельств очевидцев блокады, защитников Ленинграда. Автор начал работу над романом в 60-е годы, опираясь также на собственные воспоминания — во время блокады Ленинграда А. Б. Чаковский работал военным корреспондентом на Волховском, Ленинградском и 3-м Прибалтийском фронтах.

## Содержание
Сюжет первой книги романа повествует о начале Великой Отечественной войны, о событиях, предшествующих войне. Автор знакомит нас с героями, некоторые из которых встречаются читателю на протяжении всех томов романа.
Во второй книге охватываются боевые действия лета 1941 года, когда фашистские войска пробивались к Ленинграду.
Третья и четвёртая книги описывают основные события осени 1941-го, когда бой шел уже за саму северную столицу.
Книги наполнены массой героев и реальных подвигов, которые ежедневно совершали защитники города. Присутствуют сцены в Верховной ставке, объясняющие решения политического и военного руководства страны.
Пятая и заключительная часть «Блокады» почти полностью посвящена «Дороге жизни», легендарной Ладожской ледовой трассы. Автор описывает героизм, бескорыстие и мужество советских людей, позволяющих жить и бороться блокадному Ленинграду.
По роману снята одноимённая киноэпопея, состоящая из четырёх фильмов.